# Jan van Goyen
Jan Josefszoon van Goyen (van Goijen) (født 13. januar 1596 i Leiden, død 27. april 1656 i Haag var en nederlandsk landskabsmaler.
Jan van Goyen tog som 19-årig på rejse i Frankrig for at studere landskabsmaleri og arbejdede efterfølgende hos en anset maler i Haarlem, Esaias van de Velde, hvor han gjorde store fremskridt og efter kort tid blev en efterspurgt kunstner.
Det nederlandske landskabsmaleri havde inden da hovedsageligt været idealiserende og holdt sig til sydlandske former og var ikke fri for en vis konventionalisme. Ved 1600-tallets begyndelse fremkom en ny retning, som beskedent og tro mod naturen holdt sig til hjemlandets motiver. Van Goyen er en af de første mestre i denne stilart og dermed en af grundlæggerne af det moderne landskabsmaleri.
Hans billeder er oftest simpelt komponerede, i modsætning både til de ældre nederlandske landskabsmalerier og de samtidige italienske. Værker af ham findes i flere samlinger – Statens Museum for Kunst har 40 malerier af van Goyen, Nivaagaards Malerisamling har 2.
- Prospekt af byen Arnhem (1646) Statens Museum for Kunst
- Valkhof i Nijmegen (1641) Rijksmuseum Amsterdam
- Udsigt over Arnhem (1645) Privat samling
- Udsigt over en by ved en flod (1645) Rijksmuseum Amsterdam

## Links og henvisninger
- Jan van Goyen på Kunstindeks Danmark/Weilbachs Kunstnerleksikon

1. ↑  Jan van Goyen i Kunstindeks Danmark

- Wikimedia Commons har flere filer relateret til Jan van Goyen